# Svein Roger Olsen
Svein Roger Olsen (født 10. januar 1981) er en norsk bowlingspiller fra Oslo som repræsenter Solli BK. Olsen startede med at bowle i 1997, og i 2003 blev han udtaget til norges landshold i bowling. Olsen har vundet Umbroligaen 4 gange med Solli BK.

## Fortjenester
- EM Moskva 2005: 2. plads i holdkonkurrencen og 2. plass i trio.
- Irish Open 2006: 1. plads. (European Bowling Tour)
- EM Wien 2007: 2. plads i holdkonkurrencen.
- Norgemesterskabet 2008: 1. plads, i individuelt og dobbelt.